# Lene Behrmann Frandsen
Lene Behrmann Frandsen (født d. 13. marts 1959 i Aalborg) er en dansk arkæolog og museumsinspektør i arkæologi på Vardemuseerne og Arkæologi Vestjylland (tidligere Museet for Varde by og Omegn), der gennem sin karriere især har arbejdet med vikingetidens handels- og produktionspladser og særligt grubehusbebyggelsen ved Henne Kirkeby Vest, jernalderens bebyggelse, jernudvinding i Snorup, Lønne Hede gravpladsen, og tuegravpladserne ved Årre og Billumvad.
 Behrmann Frandsen har for nylig arbejdet med det forsvundne fiskerleje Sønderside, og har også bedrevet forskning og formidling i oldtidens gyldne rav.

## Karriere
Lene Behrmann Frandsen fik sin HF-eksamen fra Viborg Katedralskole i 1978. I 1979 begyndte Behrmann Frandsen at studere forhistorisk arkæologi på Aarhus Universitet. I 1985 blev hun cand.phil. med et speciale om grubehusenes funktion i vikingetiden.
Fra 1985-1990 var Behrmann Frandsen projektansat ved Den Antikvariske Samling i Ribe. Her var hun ansvarlig for udgravningen af Nicolajgade 8 i Ribe, der er dateret til slutningen af germansk jernalder og begyndelsen af vikingetiden. I forbindelse med udgravningen af Nicolajgade 8 fik Berhmann Frandsen tildelt et årsværk fra Det Humanistiske Forskningsråd til at gennemarbejde det omfattende fundmateriale under vejledning af arkæolog og antikvar Stig Jensen. Nicolajgade 8 blev præsenteret i en stribe artikler, og publiceret samlet i 2006 i samarbejde med arkæolog og museumsinspektør Claus Feveile.
Feltarkæologien har været Behrmann Frandsens store passion siden hendes uddannelsesgravning i 1980. Den første udgravning var en skaldynge i Norsminde under ledelse af lektor Søren H. Andersen. Under studietiden slæbte Behrmann Frandsen studiebøgerne med rundt på utallige udgravninger i både Danmark og Norge. Det gav hende erfaring med mange forskellige typer udgravninger og anlæg, lige fra skeletudgravning af Sct. Jørgensgården i Odense, dysser ved Sarup, jernalderbebyggelse ved Sejlflod, samt væsentlige vikingetidslokaliteter omkring Ribe, såsom Jernkær, Hviding og Vilslev. I Norge arbejdede Behrmann Frandsen for Stavanger Museum, hvor hun deltog i udgravningen af vidt forskellige forhistoriske anlæg som røser, sten- og jernalderbopladser.
En særlig lærerig udgravning var den verdenskendte udgravning af Bryggen i Bergen, der er en velbevaret middelalderlig havnebrygge. Udgravningen foregik under ledelse af Andrzej Golembnik (pl), og er kendetegnet ved at være en kompliceret byudgravning med mange hundrede lag. Her stiftede Behrmann Frandsen bekendtskab med en ny, systematisk udgravningsmetode i de komplicerede, byarkæologiske lag og brugen af Harris Matrix. Med denne metode adskilles og udgraves den stratigrafiske lagrækkefølge modsat udgravning af bylag i kunstige horisonter. Behrmann Frandsen tog de nye metoder i brug under den byarkæologiske udgravning af Nicolajgade 8 i Ribe i 1985-1986. Ved de senere års massive udgravninger af og forskning i vikingetidens Ribe er metoden blevet videreudviklet fra 2d til 3d.
Fra 2001-2013 var Behrmann Frandsen beskikket censor for forhistorisk arkæologi på både Aarhus Universitet og Københavns Universitet. Behrmann Frandsen modtog Erik Westerby-Fondets rejselegat i 2008.
Fra 2013-2021 var Behrmann Frandsen beskikket medlem af den arkæologiske arbejdsgruppe eller AAG, der rådgav Slots- og Kulturstyrelsen på museumsområdet.
Fra 2014-2017 blev Behrmann Frandsen delvist frikøbt fra det arkæologiske arbejde, fordi hun udviklede den permanente ravudstilling til museet Tirpitz. I den forbindelse skrev Behrmann Frandsen bogen Rav, havets guld, der også er udkommet på engelsk og tysk.
Det er især feltarkæologien, der har kendetegnet Behrmann Frandsens karriere, og hun har gennem tiden deltaget i eller ledet et hav af ikoniske udgravninger med stor betydning for både den vestjyske og danske arkæologi fra Lønne Hede gravpladsen til Nybro, Henne Kirkeby og fiskerlejet Sønderside.

### Lønne Hede gravpladsen
Lønne Hede pigen med sin velbevarede, blå ulddragt er et ikonisk, dansk jernalderfund. Behrmann Frandsen har været en bærende del af de nye udgravninger af Lønne Hede, hvor det viste sig, at Lønne Hede pigen ikke lå alene men derimod på en gravplads med jordfæstegrave fra romersk jernalder. Flere af jordfæstegravene havde velbevarede tekstiler ligesom Lønne Hede pigen. På gravpladsen var der også brandgrave, og flere af disse var våbengrave. Lønne Hede gravpladsen er en væsentlig brik til at forstå samfundsudviklingen i romersk jernalder, og der bliver stadig arbejdet med gravpladsen.

### Nybro
Ved Nybro har Behrmann Frandsen udgravet Danmarks ældste vikingetidsvej og broanlæg. Nybro er et enestående fund fra Vestjyllands vikingetid, og ligger tæt på den vestjyske sø Filsø.

### Handels- og produktionspladsen Henne Kirkeby
Ved Henne Kirkeby på kanten af den vestjyske sø Filsø ligger resterne af en større produktions- og handelsplads fra vikingetiden. Denne særlige lokalitet har Behrmann Frandsen undersøgt løbende ved hjælp af en kombination af mindre udgravninger, geofysiske undersøgelser, luftfotos og luftarkæologi samt detektorafsøgninger. Denne lokalitet indeholder omkring 375 grubehuse fra vikingetiden.

### Det forsvundne fiskerleje Sønderside
Sønderside var i middelalderen en meget vigtig vestjysk havn, hvor især fiskeri spillede en afgørende rolle. Ved stormfloden i 1634 forsvandt Sønderside, der er grundigt beskrevet i skriftlige kilder. I 1996 iværksatte Behrmann Frandsen et mindre forskningsprojekt, hvor hun ledte efter spor fra det forsvundne fiskerleje. Det lykkedes og sammen med kolleger udgravede hun et mindre område af Sønderside, hvor de blandt andet fandt et hus tilhørende en skrædder.
I 2023 blev det forsvundne fiskerleje Sønderside atter lokaliseret efter et samarbejdsprojekt mellem Arkæologi Vestjylland og et tysk forskerteam fra Zentrum für Baltische und Skandinavische Archäologie og Kiels Universitet. Med geomagnetiske undersøgelser kunne store dele af den engang vigtige havn erkendes skjult under sandet. Dermed kunne Behrmann Frandsen lave en sikker arkæologisk stedfæstelse af fiskerlejet, der indtil da kun var kendt fra skriftlige kilder. Disse skriftlige kilder beretter, at fiskerlejet Sønderside mere eller mindre forsvandt efter stormfloden i 1634. Fundet af Sønderside sendte Behrmann Frandsen i egenskab af repræsentant for Arkæologi Vestjylland i en stribe danske medier.

### Bøger
- Lene Behrmann Frandsen, Ole Nørskov Nielsen, Ole Faber & Mariann Ploug 1992. Varde: en gammel vestjysk købstad. Museet for Varde By og Omegn. ISBN 8789834011
- Lene Behrmann Frandsen, Mariann Ploug & Ole Faber 2000. Amber. Danish Amber Museum. ISBN 87-89834-38-0
- Mariann Ploug, Palle Uhd Jepsen, & Lene Behrmann Frandsen 2012. Henne. Museet for Varde By og Omegn. ISBN 978-87-89834-80-1
- 2021. Rav Havets Guld: Tirpitz. Museet for Varde By og Omegn. ISBN 978-87-93713-25-8 Parameter fejl i {{ISBN}}: Fejl i ISBN.
- 2021. Amber Gold of the West coast: Tirpitz. Museet for Varde By og Omegn. ISBN 978-87-93713-27-4 Parameter fejl i {{ISBN}}: Fejl i ISBN.
- 2021. Bernstein Gold der Westküste: Tirpitz. Museet for Varde By og Omegn. ISBN 978-87-93713-26-6 Parameter fejl i {{ISBN}}: Fejl i ISBN.

### Artikler
- 1988. Mosaikstifter i Ribe før og nu. Mark og Montre – Årbog for Ribe Amts Museer, 24, 1988. S. 58-60. ISSN 0105-0826
- 1989. Trade Coins and foreign influences during pre-viking and viking-age Ribe. I: H. Clarke & E. Schia (red.). Coins and Archaeology: proceedings of the first meeting at Isegran. BAR International Series; Nr. 556, S. 37-41. ISBN 0-86054-703-5
- 1992. Under hul nr. 13: Fundet af en boplads fra ældre germansk jernalder. Mark og Montre, Årbog for Ribe Amts museer, 28, S. 31-34. ISSN 0105-0826
- 1992. Snorup - et jernudvindingskompleks i Sydvestjylland. I: Archäologie in Schleswig/Arkæologi i Slesvig, 5, S. 62-68.
- 1992. Sig Kapelbanke: Eftersporing af en middelalderlig Kirkegård. Fra Ribe Amt, XXV (3), S. 417-421. https://tidsskrift.dk/fraribeamt/article/view/76208
- 1994. Hornelund - guld og slagger. Fra Ribe Amt, 1994, S. 214-220. https://tidsskrift.dk/fraribeamt/article/view/76228
- 1995. Nye grave med tekstiler fra Lønne Hede. Mark og Montre, Årbog for Ribe Amts museer, 1995, S. 37-40. ISSN 0105-0826
- 1996. Nye grave med tekstiler fra Lønne Hede i Sydvestjylland. Arkæologi i Slesvig - Archäologie in Schleswig, 5 (1996), S. 41-46. ISSN 0909-0533
- 1997. Oldtid og middelalder i Klinting. Mark og Montre, Årbog for Ribe Amts museer, 33 (1997), S. 30-34. ISSN 0105-0826
- 1998. På jagt efter fiskerlejet Sønderside: Arkæologiske undersøgelser. Mark og montre, Årbog for Ribe Amts Museer, 34 (1998), S. 61-68. ISSN 0105-0826
- 2000. Nybro - et vejanlæg fra Kong Godfreds tid. I: Steen Hvass (red.), Vor skjulte kulturarv. Arkæologien under overfladen: Til Hendes Majestæt Dronning Margrethe II 16. april 2000, S. 136-137. ISBN 87-89384-71-7
- 2000. De rige kvinder fra Billum. I: Steen Hvass (red.), Vor skjulte kulturarv. Arkæologi under overfladen: til Hendes Majestæt Dronning Margrethe II 16. april 2000, S. 96-97. ISBN 87-89384-71-7
- 2000. Drejekværn af Rhinsk basalt fundet ved Fåborg kirke, Ribe Amt. Mark og Montre, Årbog for Ribe Amts museer, 36 (2000), S. 15-22. ISSN 0105-0826
- 2001. De stenrige grave i Billum: Jordfæstegrave fra ældre romersk jernalder. Mark og Montre, Årbog for Ribe Amts museer, 37 (2001), S. 19-32. ISSN 0105-0826
- 2002. Øster Oksby, en kystboplads fra slutningen af 1500-tallet set i sammenhæng med fiskerlejet Sønderside. Mark og Montre, Årbog for Ribe Amts museer, 38 2002), S. 7-15
- 2003. De rige kvinder i Billum. Skalk, 2003, 5, S. 5-10. ISSN 0560-1894
- 2005. Vikingetiden i Henne. Mark og Montre, Årbog for Ribe Amts museer, 41, S. 5-14. ISSN 0105-0826
- 2009. Lønnepigen: fra fund til formidling. Opdateringen. Årbog for Museet for Varde By og Omegn & Ringkøbing-Skjern Museum, (2009), S. 61-64. ISSN 1903-9581
- 2010. Håndværkere i Henne Kirkeby Vest: En lade/produktionsplads fra vikingetiden. Arkæologiske skrifter, 9, S. 95-105. ISSN 0901-6732
- 2011. Stenlægning på stenlægning- Hesselmedudgravningerne. Arkæologiske skrifter, 10, S. 21-26. ISSN 0901-6732
- 2012. Detektortræf: Fantastiske fund fra tre vikingelokaliteter. Opdateringen. Årbog for Museet for Varde By og Omegn & Ringkøbing-Skjern Museum, 2011, S. 182-187. ISSN 1903-9581
- 2013. Hvad var vikingerne i Henne bange for. I: Henriette Lyngstrøm & L. G. Thomsen (red.), Vikingetid i Danmark: tekster skrevet til Jørgen Poulsen i anledning af den eksperimentelle og formidlende arkæologi, som Vikingelandsbyen i Albertslund har praktiseret og udviklet fra 1992 til 2012, S. 165-168. Københavns Universitet. Det Humanistiske Fakultet. ISBN 978-87-89500-21-8
- 2014. Bahrain: I de arkæologiske kæmpers fodspor. Opdateringen. Årbog for Museet for Varde By og Omegn & Ringkøbing-Skjern Museum, 2013, S. 160-165. https://levendehistorie.dk/viden/rapporter-og-artikler/visningsside-2?Action=1&NewsId=672&M=NewsV2&PID=2634 Arkiveret 8. august 2022 hos  Wayback Machine
- 2015. Henne Kirkeby Vest: Grubehuse. I: Lis Helles Olesen & Esben Schlosser Mauritsen (red.), Luftarkæologi i Danmark, S. 158-160. ISBN 978-87-87522-13-7
- 2015. Kløvgårde: Grubehuse. I: Lis Helles Olesen & Esben Schlosser Mauritsen (red.), Luftarkæologi i Danmark, S. 161-162. ISBN 978-87-87522-13-7
- 2015. Kjelst: Grubehuse. I: Lis Helles Olesen & Esben Schlosser Mauritsen (red.), Luftarkæologi i Danmark, S. 163-164. ISBN 978-87-87522-13-7
- 2015. Lønne Hede-gravpladsen: Gammel sag- nye resultater. Arkæologiske skrifter, 13, S. 113-122. ISSN 0901-6732
- 2018. Henne Kirkeby: a fortified settlement on the West coast of Denmark. I: Jesper Hansen & Mette Bruus (red.), The Fortified Viking Age: Interdiciplinary Viking age Symposium in Odense, May 17th, 2017 (Bind 36, S. 8-15). Syddansk Universitetsforlag. https://www.universitypress.dk/images/pdf/3212.pdf
- 2020. Henne Kirkeby, a special Viking-Age Settlement on the West Coast of Denmark. I: Anne Pedersen & Søren Michael Sindbæk (red.), Viking Encounters : Proceedings of the Eighteenth Viking Congress, S.  495-504. Aarhus Universitetsforlag. ISBN 978 87 7184 265 4
- 2021. Vardes Jellingsten. Opdatering, 2020, S. 148-157. ISSN 1903-9581

### Artikler med andre
- Lene Behrmann Frandsen & Stig Jensen 1986. Hvor lå Ribe i vikingetiden? Et bidrag til Ribes topografi fra 8-11. århundrede. KUML, Årbog for Jysk Arkæologisk Selskab, 1986, S. 21-35. https://doi.org/10.7146/kuml.v34i34.109806
- Lene Behrmann Frandsen & Stig Jensen 1987. Pre-Viking and Early Viking Age Ribe: Excavations at Nicolajgade 8, 1985–86. Journal of Danish Archaeology, 6, S. 175-189. https://doi.org/10.1080/0108464X.1987.10589985
- Lene Behrmann Frandsen & Stig Jensen 1988. Kongen bød, SKALK, 4, S. 3-8.
- Lene Behrmann Frandsen, P.K. Madsen & H. Mikkelsen 1990 Ausgrabungen in Ribe in den Jahren 1983-1989. Offa. Band 47, S. 177-207. https://doi.org/10.20378/irbo-52343
- Lene Behrmann Frandsen & Olfert Voss 1993. jernudvinding i Snorup i tiden 1.- 7. århundrede. Mark og Montre, Årbog for Ribe Amts museer, 29 (1993), S. 39-43. ISSN 0105-0826
- Lene Behrmann Frandsen & Jørgen Westphal 1996. De rige kvinder i Billum: To bemærkelsesværdige kvindegrave fra yngre romersk jernalder. Mark og Montre, Årbog for Ribe Amts museer, 32 (1996), S. 48-53. ISSN 0105-0826
- Lene Behrmann Frandsen & Mads Ravn 1999. Vestjysk vej. SKALK, 4(1999), s. 10-15. ISSN 0560-1894
- Lene Behrmann Frandsen & Stig Jensen 2006. Ribe studier: Det ældste Ribe. Udgravninger på nordsiden af Ribe Å 1984-2000. I: Claus Feveile (red.). Højbjerg: Jutland Archaeological Society, Bind 1/2. S. 9-64. (Jysk Arkaeologisk Selskab. Skrifter, Bind 51). ISBN 87 88415 33 3
- Lene Behrmann Frandsen & Lene Høst-Madsen 2006. Snorup - The never ending story. I: S. Tatyana, & J. S. Jensen (red.), En hilsen til Olfert Voss: 2. april 2006, S. 28-33. Publishing House of Polytechnic University. ISBN 5-7422-1092-2
- Lene Behrmann Frandsen & Esben Schlosser Mauritsen 2012. Luftfotoskole - en uforglemmelig og højtflyvende uge over det vestjyske. Opdateringen. Årbog for Museet for Varde By og Omegn & Ringkøbing-Skjern Museum, 2011, S. 69-73. ISSN 1903-9581
- Lene Behrmann Frandsen, Ida Demant, Lise Ræder Knudsen, Tine Lorange, Annemette Bruselius Scharff, Ina Vanden Berghe, Irene Skals, Ulla Lund Hansen & Ulla Mannering 2021. Lønne hede- an Early Roman Iron Age Burial site with well-preserved textiles. Roemisch-Germanischen Kommission. Berichte, 99(2018 (2021)), S. 203-398. https://doi.org/10.11588/berrgk.2018.1.85549
- Lene Behrmann Frandsen, Ida Demant, Xenia Pauli Jensen & Ulla Lund Hansen 2022. Piger i blåt, rødt, hvidt og gult - nyt fra Lønne Hede. Skalk, (6), S. 19-24. ISSN 0560-1894